# Euxesta albitarsis
Euxesta albitarsis är en tvåvingeart som beskrevs av Johan Wilhelm Zetterstedt 1838.
Euxesta albitarsis ingår i släktet Euxesta och familjen fläckflugor. Inga underarter finns listade i Catalogue of Life.